# Nutricola lordi
Nutricola lordi är en musselart som först beskrevs av Baird 1863.  Nutricola lordi ingår i släktet Nutricola och familjen venusmusslor. Inga underarter finns listade i Catalogue of Life.